# 2-es metró (Peking)

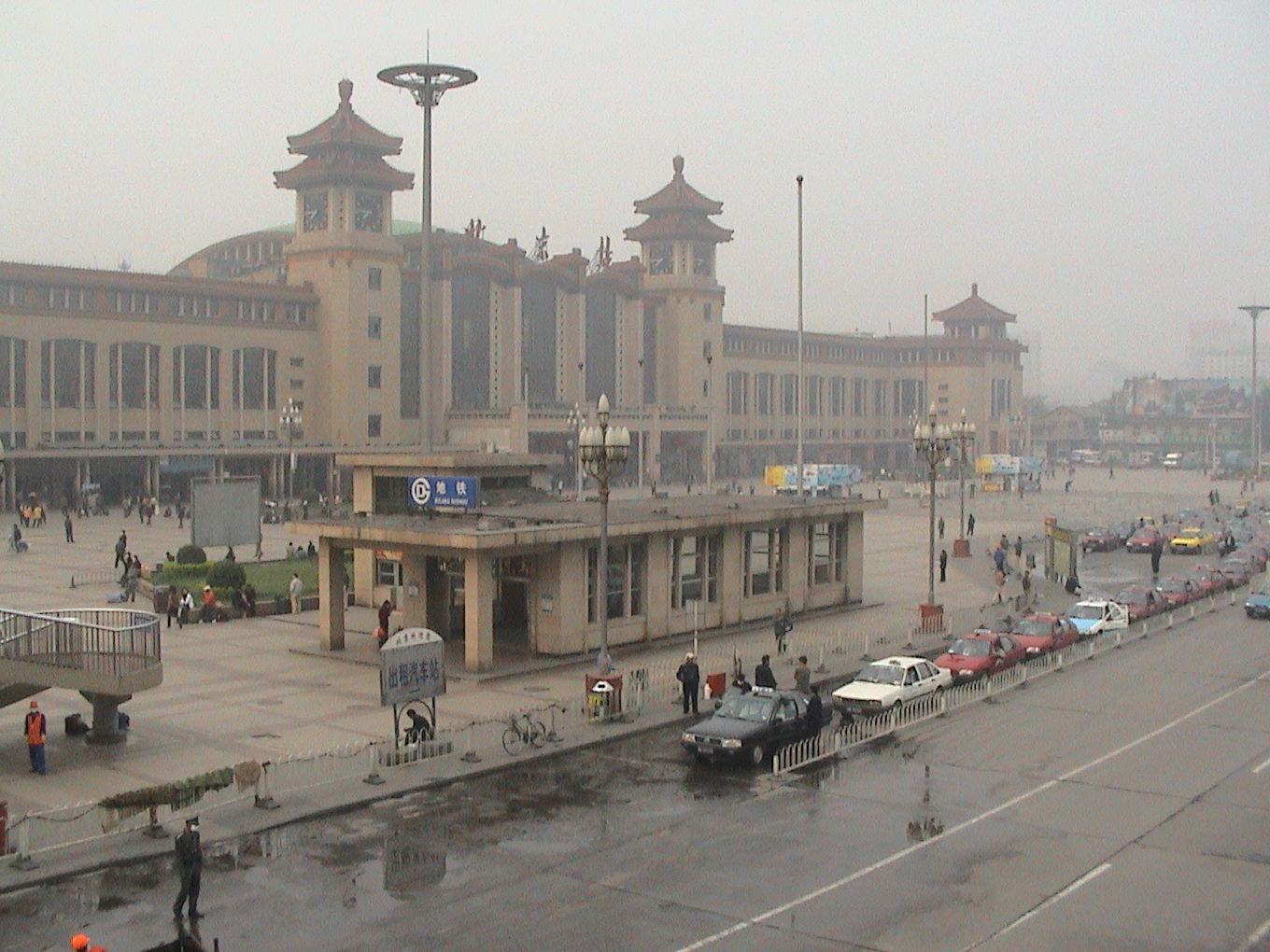
A Főpályaudvar és előtte a metróállomás lejárata

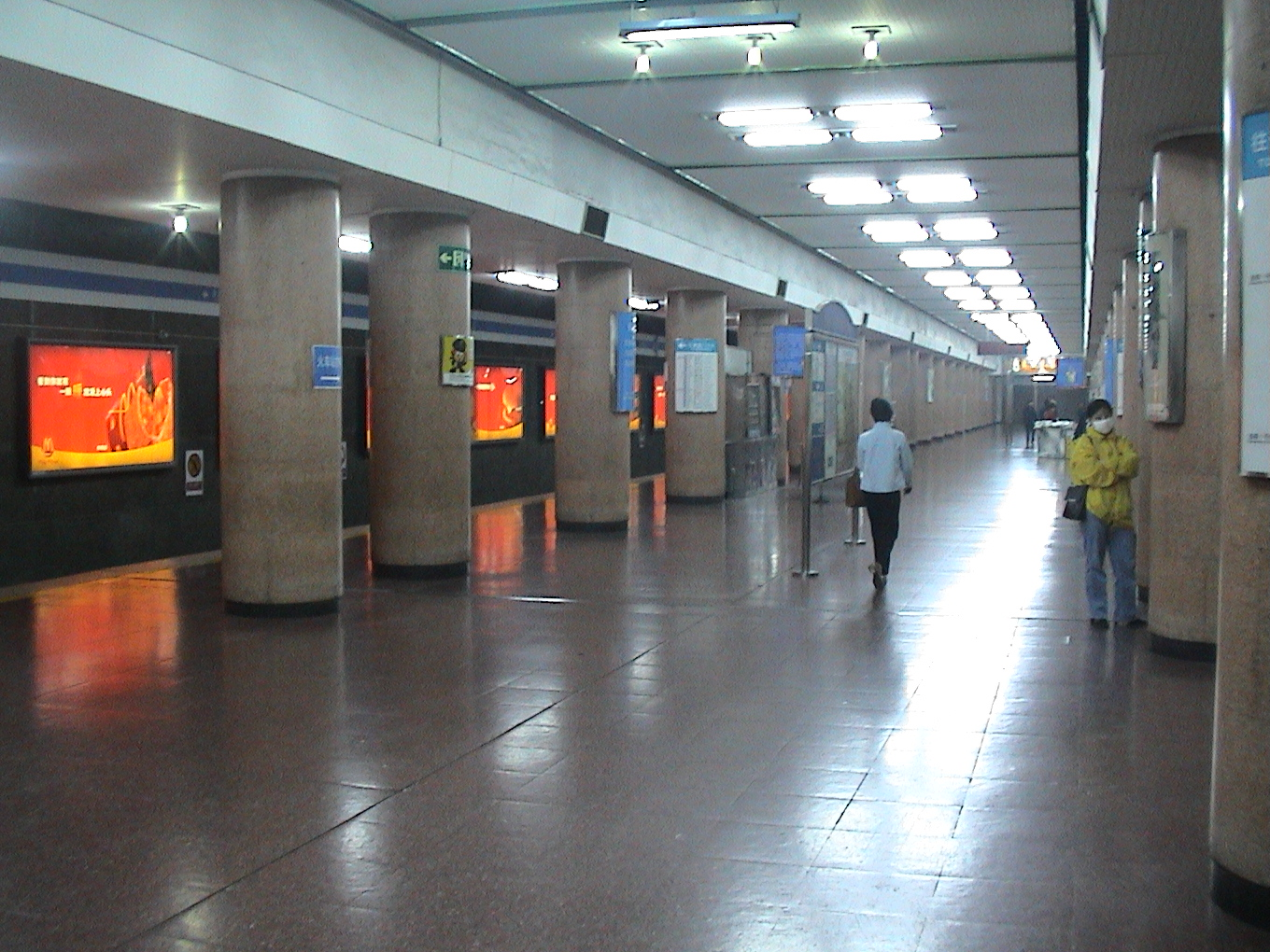
Beijingzhan állomás

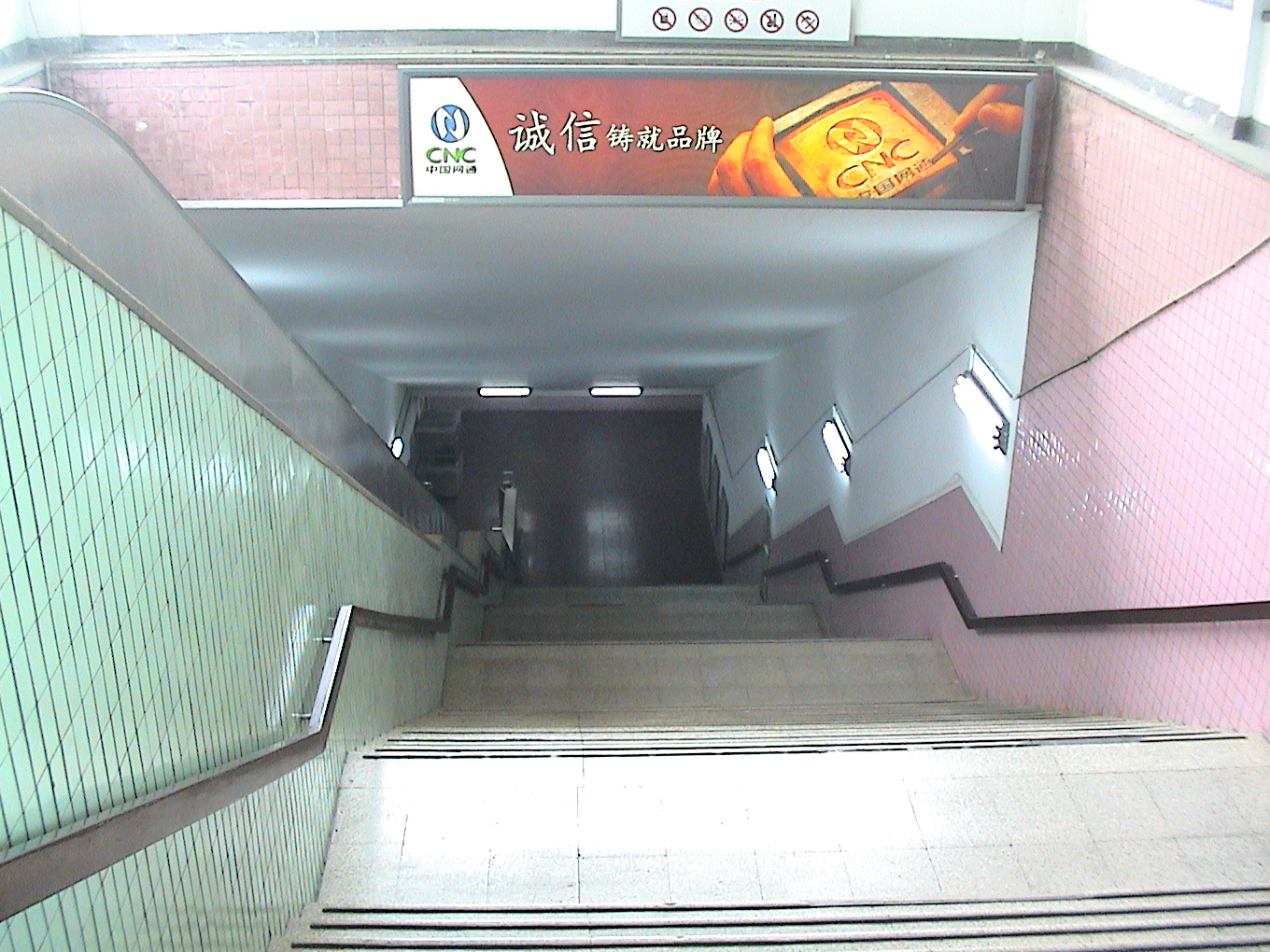
Xizhimen állomás lejárata

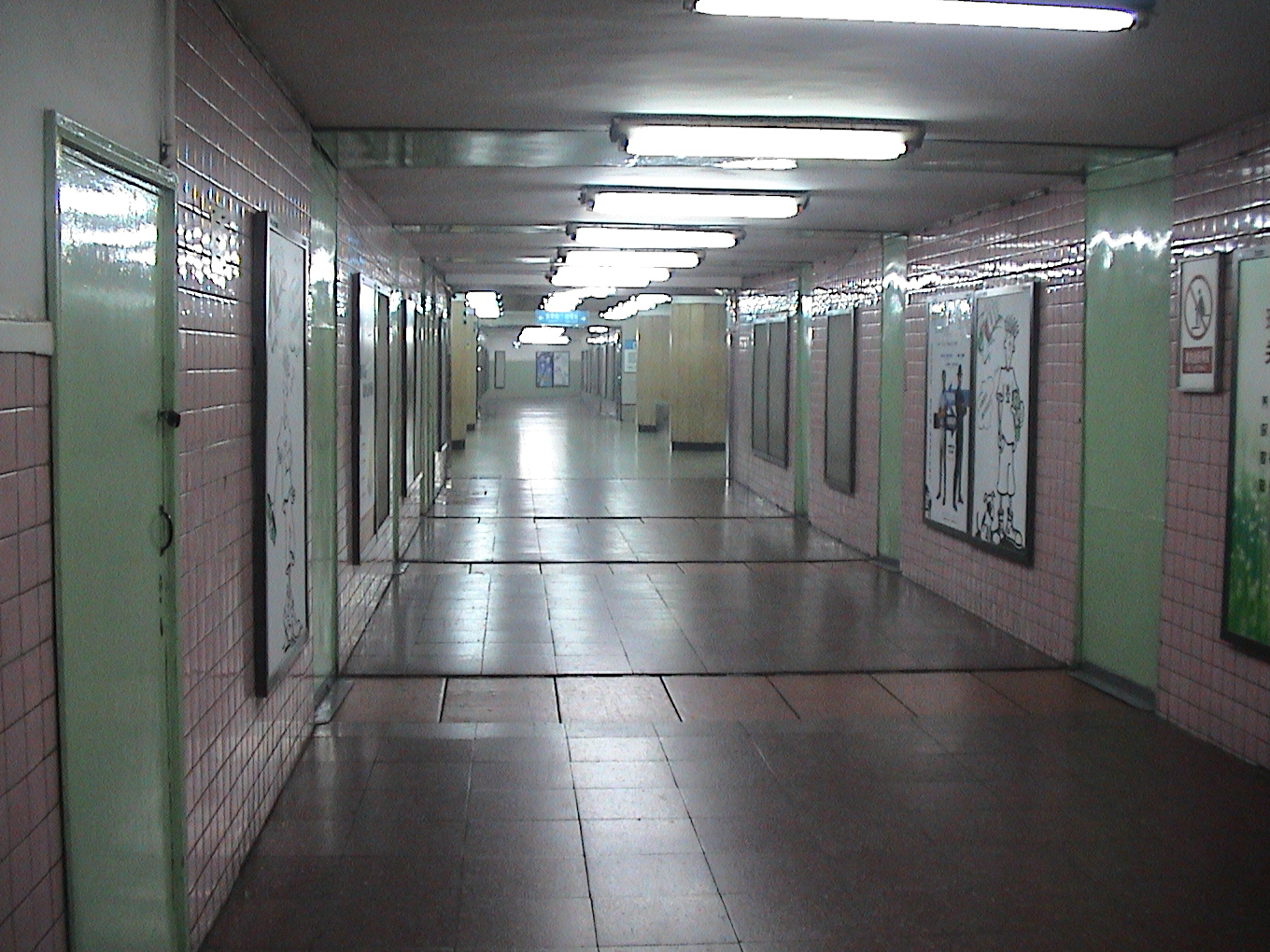
Xizhimen állomás

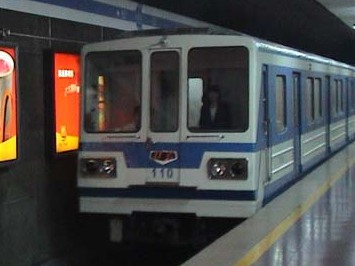
Kijáró vonat Beijingzhan állomásról

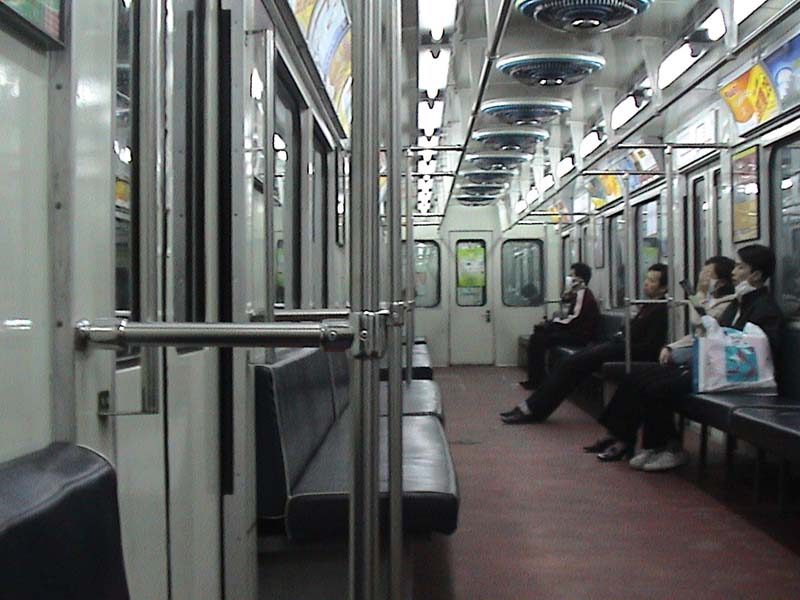
Egy vonat belülről

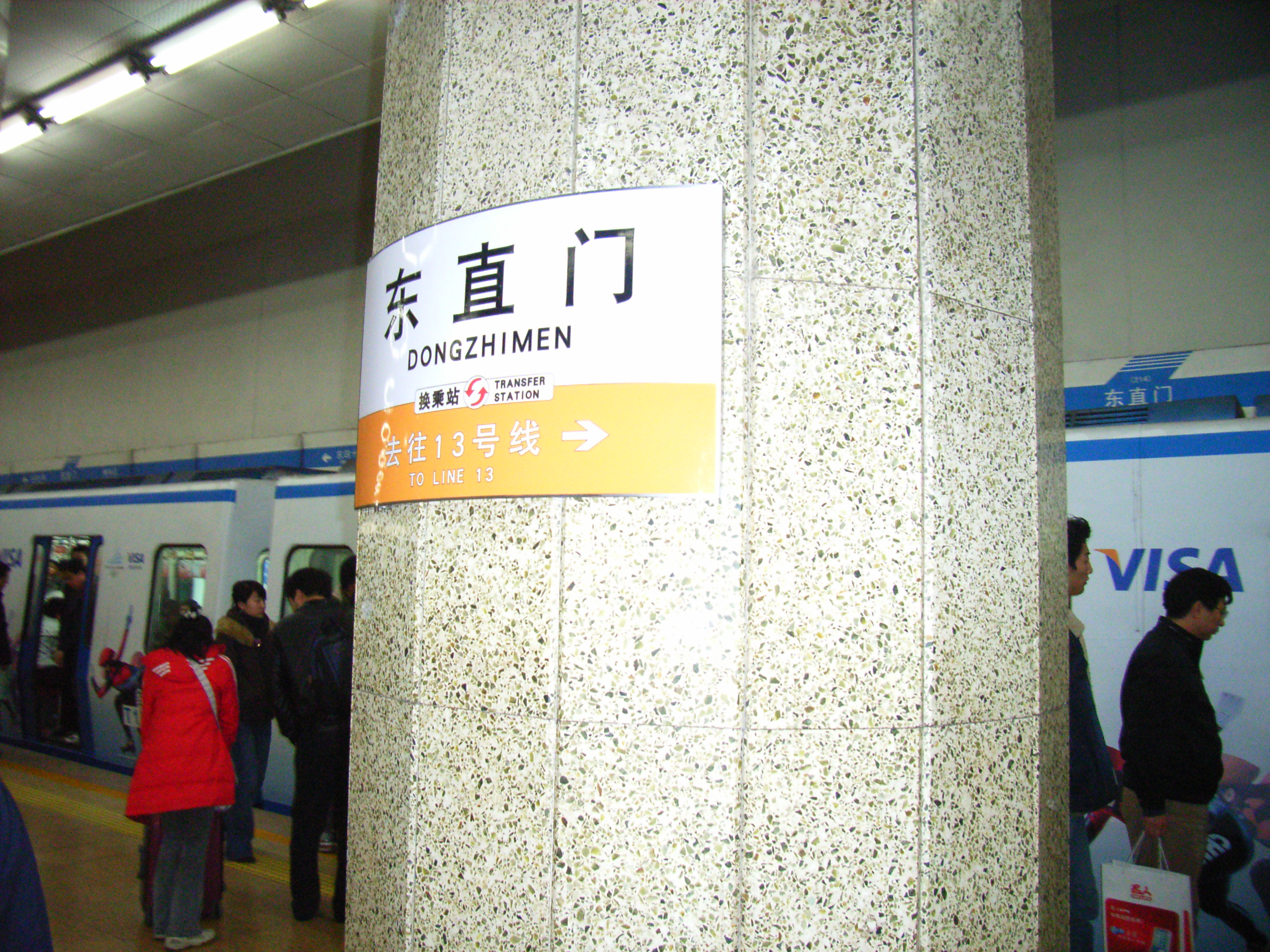
Dongzhimen állomás

A pekingi 2-es metró (egyszerűsített kínai: 北京地铁2号线; pinjin: běijīng dìtiě èrhàoxiàn) Peking metróhálozatának második legöregebb és legforgalmasabb vonala. A Ming-dinasztia korában épült városi fal alatt húzódik, ám a fal később a 2-es körgyűrű építése miatt le lett bontva. Ahol korábban a falnak voltak kapui, ott találhatóak a metróállomások, így az állomások végén található 门 (men) jelentése: kapu. A 2-es metró körjárat, hivatalosan nincs kijelölt végállomása, de mivel a kihúzó Xizhimen állomásnál található, ezért valamennyi vonat onnan indul. Az egyetlen vonal, ami érinti a Pekingi Főpályaudvart. A 2-es vonal színe      sötétkék.

## Jegyár
A jegy ára ezen a vonalon (korlátlan átszállással): 2¥

## Üzemidő
A két vágányos pályán a szerelvények a belső vágányon az óramutató járásával megegyező, míg a külső vágányon az óramutató járásával ellenkező irányban közlekednek. A járművek kiindulási állomása: Xizhimen.
| 2-es vonal indulásai | Első  | Utolsó |
| -------------------- | ----- | ------ |
| Xizhimen felé        | 05:04 | 22:45  |
| Jishuitan felé       | 05:10 | 23:00  |

## Állomáslista
| 2 (Xizhimen – Beijing – Xizhimen) |                     |                 |               |                                    |  |  |  |
| Állomás (angol név)               | Állomás (kínai név) | Menetidő (perc) | Távolság (km) | Átszállás                          |  |  |  |
|                                   |                     |                 |               |                                    |  |  |  |
| — ↑ Jishuitan metróállomás ↑ —    |                     |                 |               |                                    |  |  |  |
|                                   |                     |                 |               |                                    |  |  |  |
| Xizhimen                          | 西直门              | 0               | 0.0           | 4-es vonal 13-as vonal S2-es vonal |  |  |  |
| Chegongzhuang                     | 车公庄              | 2               | 0.9           | 6-os vonal                         |  |  |  |
| Fuchengmen                        | 阜成门              | 4               | 1.9           | 3-as vonal (2020–21-től)           |  |  |  |
| Fuxingmen                         | 复兴门              | 7               | 3.7           | 1-es vonal                         |  |  |  |
| Changchunjie                      | 长椿街              | 9               | 4.9           |                                    |  |  |  |
| Xuanmwumen                        | 宣武门              | 11              | 5.9           | 4-es vonal                         |  |  |  |
| Hepingmen                         | 和平门              | 13              | 6.7           |                                    |  |  |  |
| Qianmen                           | 前门                | 15              | 7.9           | 8-as vonal (2018–19-től)           |  |  |  |
| Chongwenmen                       | 崇文门              | 17              | 9.5           | 5-ös vonal                         |  |  |  |
| Beijing                           | 北京站              | 21              | 10.5          |                                    |  |  |  |
| Jianguomen                        | 建国门              | 23              | 11.5          | 1-es vonal                         |  |  |  |
| Chaoyangmen                       | 朝阳门              | 26              | 13.2          | 6-os vonal                         |  |  |  |
| Dongsi Shitiao                    | 东四十条            | 28              | 14.3          | 3-as vonal (2020–21-től)           |  |  |  |
| Dongzhimen                        | 东直门              | 30              | 15.1          | 13-as vonal Airport Express        |  |  |  |
| Yonghegong Lama Temple            | 雍和宫              | 34              | 17.3          | 5-ös vonal                         |  |  |  |
| Andingmen                         | 安定门              | 36              | 18.1          |                                    |  |  |  |
| Guloudajie                        | 鼓楼大街            | 38              | 19.3          | 8-as vonal                         |  |  |  |
| Jishuitan                         | 积水潭              | 41              | 21.1          | 19-es vonal (2019-től)             |  |  |  |
|                                   |                     |                 |               |                                    |  |  |  |
| — ↓ Xizhimen metróállomás ↓ —     |                     |                 |               |                                    |  |  |  |
|                                   |                     |                 |               |                                    |  |  |  |

## Fordítás
- Ez a szócikk részben vagy egészben  a   Line 2, Beijing Subway című angol Wikipédia-szócikk fordításán alapul.  Az eredeti cikk szerkesztőit annak laptörténete sorolja fel. Ez a jelzés csupán a megfogalmazás eredetét és a szerzői jogokat jelzi, nem szolgál a cikkben szereplő információk forrásmegjelöléseként.
- Ez a szócikk részben vagy egészben  a(z)   北京地铁2号线 című kínai Wikipédia-szócikk fordításán alapul.  Az eredeti cikk szerkesztőit annak laptörténete sorolja fel. Ez a jelzés csupán a megfogalmazás eredetét és a szerzői jogokat jelzi, nem szolgál a cikkben szereplő információk forrásmegjelöléseként.

## Külső hivatkozások
- Hivatalos információs oldal (kínaiul) (angolul)